# Drua

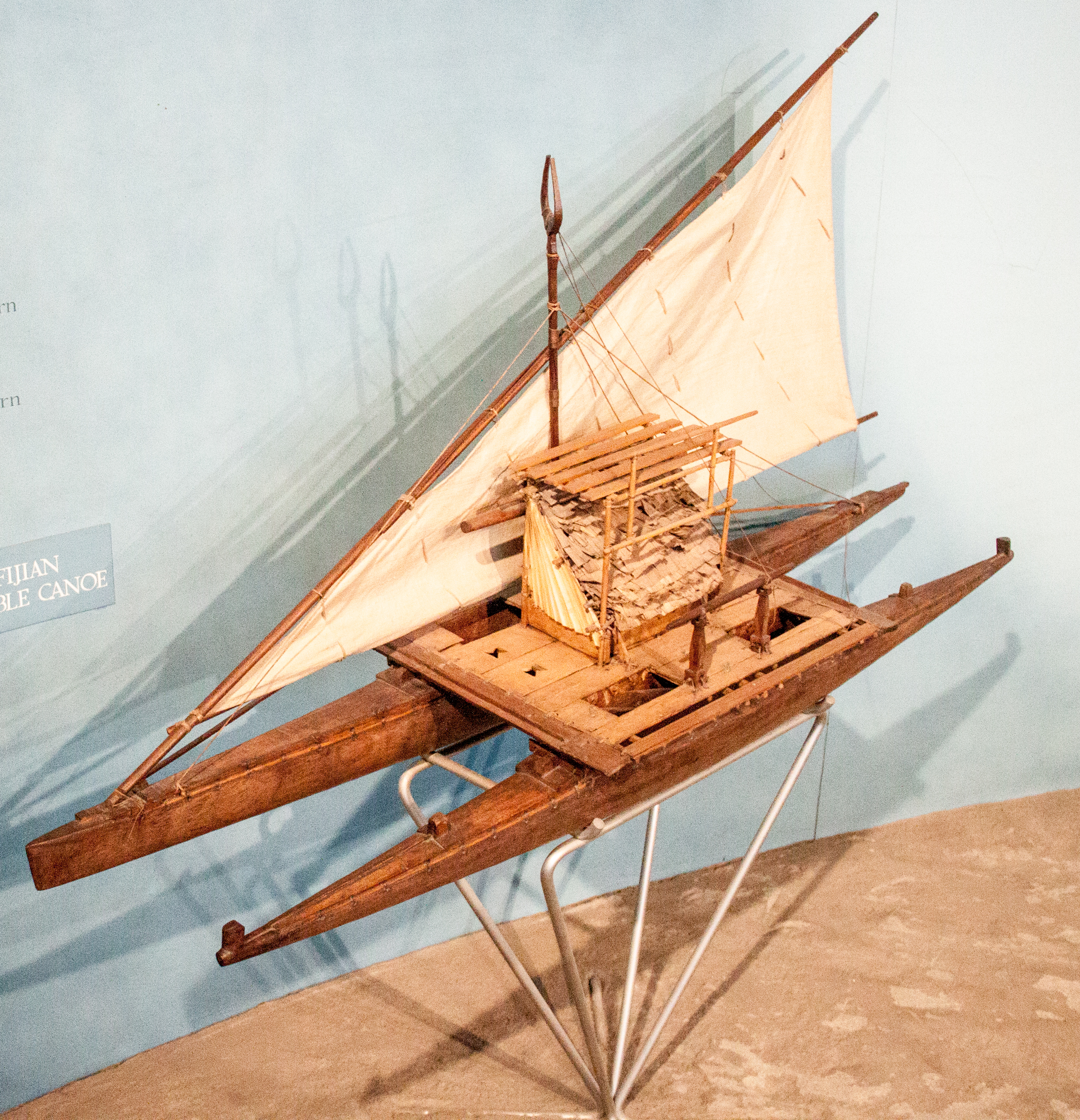
Model van een drua uit Fiji

Een drua, ook bekend als na drua, n'drua, ndrua of waqa tabu ("heilige kano"), is een Austronesisch scheepstype. Het is een meerromps schip, bestaande uit meerdere scheepsrompen. Het heeft de vorm van een catamaran, maar heeft ook kenmerken van een uitlegger. Zo heeft het geen echte voor- of achterkant, en kan in beide richtingen varen. Ze gebruikten de gigantische, driehoekige zeilen die typerend zijn voor de Austronesiërs.
De schepen waren een teken van macht. Het waren enorme schepen van meer dan 30 meter lang en konden meer dan 200 man meenemen. Ze waren bedoeld voor de machtigste stamhoofden en hadden als voornaamste functie oorlogsvoering. Ze enterden elkaar namelijk en dan verkregen ze grote ‘platformen’ waarop gevochten werd
Een drua werd geroeid als ze zich niet in het territorium van de leider bevonden, omdat zeilen met een drua een teken van macht en prestige was. Als je dus met gehesen zeil voer, verklaarde je de andere leider de oorlog. Drua’s werden echter ook voor grootschalige migratie of het innen van belastingen gebruikt. 